# Cereté (ort)
Cereté är en ort i Colombia.   Den ligger i departementet Córdoba, i den nordvästra delen av landet, 500 km norr om huvudstaden Bogotá. Cereté ligger 14 meter över havet och antalet invånare är 55 513.
Terrängen runt Cereté är mycket platt. Runt Cereté är det ganska tätbefolkat, med 207 invånare per kvadratkilometer. Närmaste större samhälle är Montería, 18,2 km sydväst om Cereté. Omgivningarna runt Cereté är huvudsakligen savann.